# Quintín Paredes
Artykuł ten został zgłoszony do umieszczenia na stronie głównej w rubryce „Czy wiesz”.
Pomóż nam go sprawdzić: oceń zgłoszoną nominację.
Quintin B. Paredes (ur. 9 września 1884 w Bangued, zm. 30 stycznia 1973) – filipiński polityk i prawnik.

## Życiorys
Urodził się 9 września 1884 w Bangued w prowincji Abra. Był synem Juana Felixa Paredesa oraz Reginy Babili. Kształcił się początkowo w szkole założonej przez swojego ojca, następnie podjął naukę w Colegio Seminario de Vigan. Przeniósł się wreszcie do Manili, w stolicy kształcił się w prestiżowym Colegio de San Juan de Letran. W 1902 krótko pracował w biurze skarbnika rodzinnej prowincji. Zrezygnował z tej posady wraz z podjęciem studiów prawniczych, z myślą o których ponownie wyjechał do Manili. Ukończył kolejno stołeczne Escuela de Leyes (1906) i Escuela de Derecho (1910). Otworzyło mu to drogę do błyskotliwej kariery w wymiarze sprawiedliwości i w życiu politycznym. 
W 1917 został członkiem Biura Sprawiedliwości. W 1918 mianowano go prokuratorem generalnym. W 1919 wszedł w skład pierwszej misji parlamentarzystów filipińskich do Stanów Zjednoczonych. W 1920 stanął na czele krajowego ministerstwa sprawiedliwości. Między 1925 a 1934 był wybierany do filipińskiej Izby Reprezentantów jako przedstawiciel rodzinnej prowincji. Między 1933 a 1935 był jej przewodniczącym. W 1935 wybrany został z kolei do Zgromadzenia Filipińskiego, z mandatu jednak zrezygnował po otrzymaniu stanowiska komisarza rezydenta Filipin w Waszyngtonie. Piastował je do 1938. Po powrocie do kraju ponownie zasiadł w ławach Zgromadzenia Filipińskiego, został wybrany liderem większości parlamentarnej. W 1941 wybrano go do Senatu, jednak z uwagi na toczącą się wojnę normalne prace parlamentu nie były możliwe. Po inwazji japońskiej na Filipiny był jednym z polityków, którzy podjęli współpracę z okupantem. Po zakończeniu wojny wraz z niektórymi innymi politykami zbiegł do Japonii. Został oskarżony o zdradę i kolaborację, po powrocie do kraju został postawiony przed sądem. Ułaskawiony przez prezydenta Manuela A. Roxasa w styczniu 1948, powrócił do czynnego udziału w życiu politycznym. W 1949 oraz w 1955 ponownie wybierano go do Senatu. W 1952 zresztą krótko był przewodniczącym tej izby filipińskiego parlamentu. Wycofał się z życia politycznego w 1963. Kierował General Bank and Trust Company. Zmarł 30 stycznia 1973.